# 1828 en architecture
| Années de l'architecture : 1825 - 1826 - 1827 - 1828 - 1829 - 1830 - 1831    |
| Décennies de l'architecture : 1790 - 1800 - 1810 - 1820 - 1830 - 1840 - 1850 |

Cet article présente les faits marquants de l'année 1828 en architecture.

## Réalisations
- 25 octobre : ouverture des Docks de St Katharine à Londres, dessinés par Philip Hardwick.
- Construction de Marble Arch à Londres par John Nash.
- Fin de la construction en Lituanie du manoir Jašiūnai (en), dessiné par Karol Podczaszyński (pl).
- Fin de la construction de la Porte Şchei à Brașov, en Roumanie.

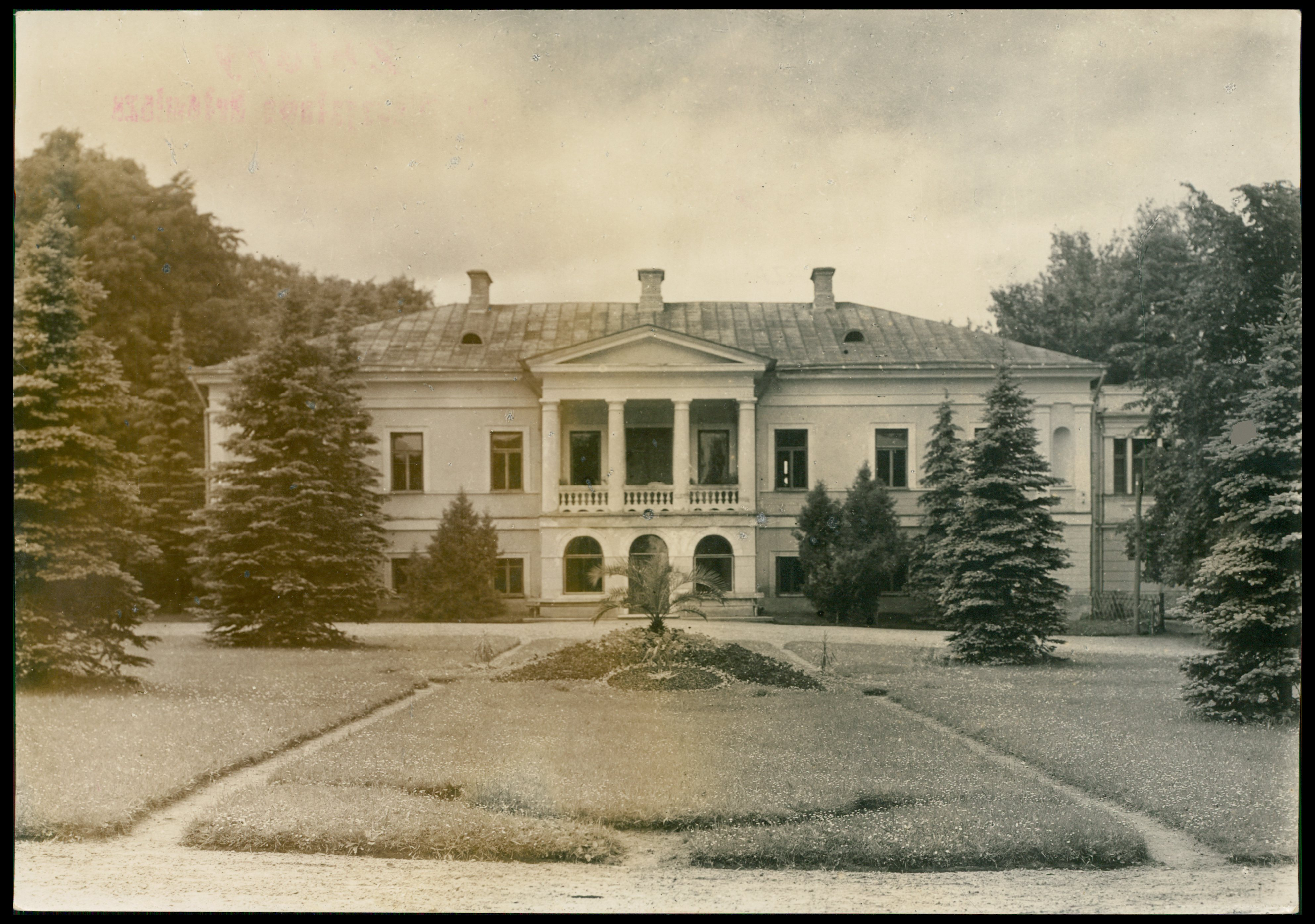
Le manoir Jašiūnai (en) (avant 1934).
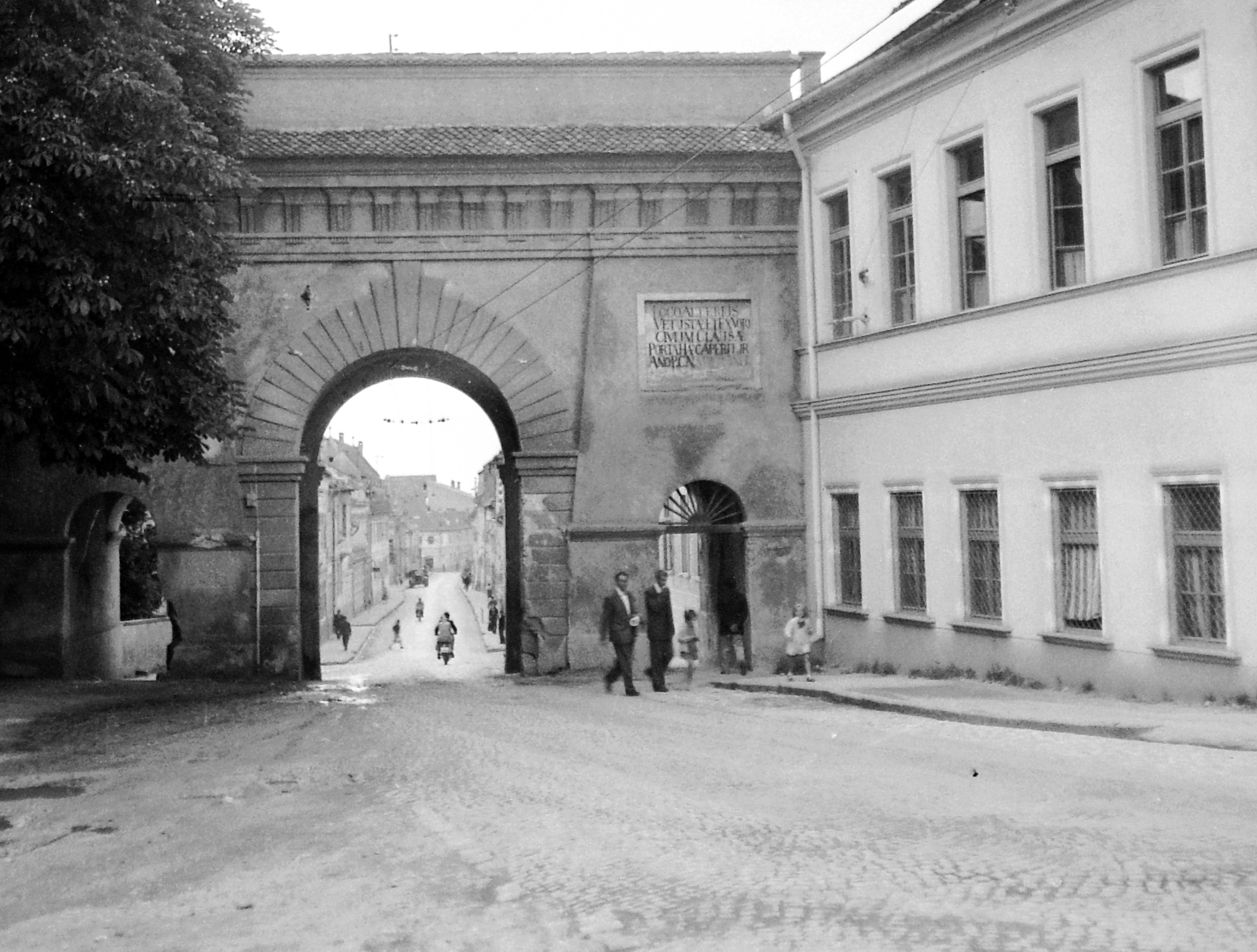
La Porte Şchei en 1961.

## Événements
- Restauration gothique de la cathédrale Saint-Pierre de Ratisbonne (par exemple les fresques baroques sont retirées) et démolition de la coupole baroque remplacée par une voûte d'ogive (fin des travaux en 1841).

## Récompenses
- x

## Naissances
- 29 février : Édouard Duchâtelet, architecte français († 22 février 1910).

## Décès
- 28 mars : William Thornton (° 20 mai 1759).